# Kieran Hansen
Pour les articles homonymes, voir Hansen.
Kieran Hansen, né le 16 novembre 1971 à Sydney, est un patineur de vitesse sur piste courte australien.

## Biographie
Kieran Hansen remporte la médaille de bronze en relais sur 5 000 m aux Jeux olympiques d'hiver de 1994 à Lillehammer.